# Sparkasse Engelberg
Die Sparkasse Engelberg AG war eine in Engelberg und Umgebung verankerte, 1879 gegründete Schweizer Regionalbank.
Ihr Tätigkeitsgebiet lag im Retail Banking, im Hypothekargeschäft und im Bankgeschäft mit kleinen und mittleren Unternehmen. Die Sparkasse Engelberg beschäftigte zuletzt neun Mitarbeiter und hatte per Ende 2009 eine Bilanzsumme von 159,1 Millionen Schweizer Franken. Sie war als selbständige Regionalbank der RBA-Holding angeschlossen.
Das Bankinstitut wurde 1879 auf Initiative einer religiösen Männergruppe aus dem Umfeld des Benediktiner Stiftes Engelberg gegründet. Die Bankaktivitäten wurden anfänglich vom Kloster Engelberg aus getätigt, ehe die Bank 1891 in der Nähe eigene Räumlichkeiten bezog. 1965 zog die Sparkasse an den heutigen Standort. 2004 wurde die bis dahin in Form einer Genossenschaft organisierte Bank in eine Aktiengesellschaft umgewandelt. Im Jahr 2013 übernahm die Sparkasse Schwyz 100 % des Aktienkapitals der Sparkasse Engelberg AG. 2014 wurde die Sparkasse Engelberg schliesslich auf die Muttergesellschaft verschmolzen und erlosch damit als eigenständiges Unternehmen. Die vereinigte Sparkasse ist damit die grösste Regionalbank der Zentralschweiz.